# Allobates bromelicola
Allobates bromelicola (nombre común: rana cohete costera) es una especia de rana de la familia Aromobatidae. Es endémica de la Cordillera de la Costa en el Estado Aragua. Su hábitat natural son los bosques nublados donde se reproduce en el interior de las bromelias